# Seebohms struikzanger
Seebohms struikzanger (Locustella seebohmi, synoniem: Bradypterus seebohmi) is een zangvogel uit de familie Locustellidae. Deze vogel is genoemd naar de Engelse industrieel en ornitholoog Henry Seebohm.

## Verspreiding en leefgebied
Deze soort is endemisch in de bergen van het Filipijnse eiland Luzon.

## Status
De grootte van de populatie is niet gekwantificeerd maar de soort wordt omschreven als waarschijnlijk vrij algemeen. Op de Rode lijst van de IUCN heeft deze soort de status niet bedreigd.